# La porta sul buio
La porta sul buio fue una serie de televisión italiana concebida por Dario Argento Estuvo conformada por cuatro episodios de una hora cada uno, y fue transmitida por la cadena RAI en 1973. Titulada en España La puerta de la oscuridad.

## Episodios
| No. | Título            | Dirigido por                | Escrito por                          |
| --- | ----------------- | --------------------------- | ------------------------------------ |
| 1 | Il vicino di casa | Luigi Cozzi                 | Luigi Cozzi                          |
| Una pareja se muda a un apartamento con su recién nacido. Sin que lo sepan, su vecino guarda un terrible secreto                                                                       |                   |                             |                                      |
| 2 | Il tram           | Dario Argento               | Dario Argento                        |
| Un detective se pone tras el rastro de un siniestro criminal que acaba de asesinar a una mujer.                                                                                        |                   |                             |                                      |
| 3 | La bambola        | Mario Foglietti             | Marcella Elsberger y Mario Foglietti |
| Después de que un paciente de un manicomio se escape y cometa una matanza, la policía y los psiquiatras intentan trabajar juntos para detenerlo.                                       |                   |                             |                                      |
| 4 | Testimone oculare | Dario Argento / Luigi Cozzi | Dario Argento y Luigi Cozzi          |
| Roberta conduce a casa y casi atropella a una mujer con su coche. Al revisar a la mujer, encuentra una herida de bala en el pecho y ve que un hombre se acerca a ella con una pistola. |                   |                             |                                      |